# Ketsujin Studios
Ketsujin Studios（血刃スタジオ、けつじんすたじお）は、カナダのオンタリオ州トロントに本社を置く、コンピュータゲーム開発会社。

## 概要
ロシアのサンクトペテルブルクにロシア支社を持ち、この支社が開発チームの核となってKetsujinのコアチームはマイクロソフト、ドイツ・テレコム、タイム・ワーナー・ケーブル、ブリティッシュ・テレコム、NTTドコモ、サムスングループ、AOL、ベルテルスマン、ソニー・ネットワークス、ソニーオンラインエンタテインメント、ソニー・ピクチャー・デジタル、(m)フォーマ、エアーボーン、ドワンゴ、ジャムダット、エレクトリック・アーツ、Ifone、他多数のタイトルと共に10年以上に渡って技術を提供している。
また、最高技術責任者であるマーク・ルッツはスピーチ圧縮とネットワークコミュニケーション技術の分野で18の特許を取得している。

## ゲームソフト
- ドラゴンズレア
- Fighter Ace
- Storm of Aces